# Krista Doebel-Hickok
Kristabel Doebel-Hickok, detta Krista (Marina del Rey, 28 aprile 1989), è un'ex ciclista su strada statunitense; attiva in formazioni UCI dal 2014 al 2024, ha vinto il Tour des Pyrénées 2022.

## Palmarès
- 2015 (Team Tibco-SVB, due vittorie)

5ª tappa Tour de Feminin-O cenu Českého Švýcarska (Varnsdorf > Krásná Lípa)
2ª tappa Tour Cycliste Féminin International de l'Ardèche (La Grand-Combe > Le Bleymard)
- 2022 (EF Education-Tibco-SVB, cinque vittorie)

1ª tappa Tour of the Gila (Silver City > Mogollon)
3ª tappa Tour of the Gila (Tyrone, cronometro)
1ª tappa, 2ª semitappa Tour Féminin International des Pyrénées (Pau > Pau)
2ª tappa Tour Féminin International des Pyrénées (Pierrefitte-Nestalas > Colle del Soulor)
Classifica generale Tour Féminin International des Pyrénées

### Altri successi
- 2021 (Rally Cycling Women)

Classifica scalatrici Setmana Ciclista - Volta a la Comunitat Valenciana fémines
- 2022 (EF Education-Tibco-SVB)

Classifica scalatrici Tour of the Gila
1ª tappa, 1ª semitappa Tour Féminin International des Pyrénées (Artiguelouve > Lacq, cronosquadre)
Classifica a punti Tour Féminin International des Pyrénées
Classifica scalatrici Tour Féminin International des Pyrénées

## Piazzamenti

### Grandi Giri
- Giro d'Italia

2016: 31ª
2017: non partita (7ª tappa)
2021: ritirata (5ª tappa)
2022: 15ª
- Tour de France

2022: 34ª

### Competizioni mondiali
- Campionati del mondo

Imola 2020 - In linea Elite: 29ª